# جوني هانسن (لاعب كرة قدم)
جوني هانسن (بالدنماركية: Johnny Anker Hansen)‏ (11 يوليو 1966 بأودنسه في الدنمارك - ) هو لاعب كرة قدم دانمركي في مركز الدفاع. شارك مع منتخب الدنمارك لكرة القدم. أما مع النوادي، فقد لعب مع أياكس أمستردام ونادي أودنسه ونادي إيسبيرغ ونادي سيلكيبورج.

## مسيرته الكروية
لعب جوني هانسن خلال مسيرته الاحترافية مع 4 أندية في ثمانية عشر موسمًا وسجل خلالها 32 هدفًا ضمن 323 مباراة. حيث فاز في موسمين بالكأس وفي موسم واحد بالدوري.
خاض جوني هانسن مسيرته مع نادي أودنسه في موسم 1985 في المرة الأولى ليلعب معه سبعة مواسم ثم في موسم 1993–94 واستمر معه طيلة ثلاثة مواسم، مشاركًا طوالها في 210 مباراة سجل خلالها 13 هدفًا. ثم انتقل إلى نادي أياكس أمستردام في موسم 1991–92 ولمدة موسمين، حيث شارك في 7 مباريات ولم يسجل أي هدف. لينتقل بعدها إلى نادي سيلكيبورج في موسم 1996–97 في المرة الأولى ليلعب معه أربعة مواسم ثم في موسم 2000–01 لمدة موسم واحد، مشاركًا طوالها في 96 مباراة سجل خلالها 15 هدفًا. ثم انتقل إلى نادي إيسبيرغ في موسم 1999–00 لمدة موسم واحد، مشاركًا في 10 مباريات سجل خلالها 4 أهداف.

## وصلات خارجية
- جوني هانسن على موقع قاعدة بيانات كرة القدم.إي يو (الإنجليزية)
- جوني هانسن على موقع ناشيونال فوتبول تيمز (الإنجليزية)